# Henk Pleket
Hendrikus (Henk) Pleket (Arnhem, 16 mei 1937 - Apeldoorn, 23 oktober 2011) was een Nederlands zanger. Hij werd bekend als lid van de Apeldoornse volks- en feestmuziekband De Havenzangers.

## Biografie
Pleket bracht zijn jeugd door in Arnhem. Na zijn middelbare school werkte hij als stratenmaker in het bedrijf van zijn oom. Daarnaast was hij vertegenwoordiger van plastic borden en bestek bij Veringmeijer. Ook was hij zanger van het Elmondo Combo. In 1977 kwam de doorbraak als De Havenzangers.

## Carrière
Vanaf 1977 zong Pleket voor De Havenzangers; hij speelde ook gitaar. Met de groep verwierf hij negen gouden en zeven platina platen, een Edison en gouden muziekcassette. Sinds april 2003 (Lintjesregen) is Pleket Ridder in de Orde van Oranje-Nassau. Toen De Havenzangers er in augustus 2007 als band mee ophielden, besloot Pleket alleen door te gaan onder de naam "Havenzanger Henk Pleket".
In 2009 werd bij hem kanker geconstateerd, waarvoor hij werd behandeld. Op 30 augustus 2011 werd bekend dat Pleket opnieuw ernstig ziek was. Hij zou nog een paar weken te leven hebben. Henk Pleket overleed op 23 oktober dat jaar thuis in het bijzijn van zijn vrouw en zoon. Hij is begraven op Natuurbegraafplaats Assel.
Zijn zoon Aernout Pleket is als presentator onder meer bekend van Omroep Gelderland en Omroep Flevoland. Daarnaast speelt hij met enige regelmaat in musicals.